# (28040) 1998 FF80
1998 أف أف 80 (ويعرف أيضًا باسم (28040) 1998 أف أف 80 وفق تسمية الكوكب الصغير) (بالإنجليزية: 1998 FF80)‏ هو كويكب ضمن حزام الكويكبات؛ وترتيبه 28040 من حيث الاكتشاف.
اكتُشف هذا الجُرم الفلكي بواسطة بحث لنكولن عن الكويكبات القريبة من الأرض في 24 مارس 1998.

## وصلات خارجية
- (28040) 1998 FF80 في قاعدة بيانات مختبر الدفع النفاث لأجرام النظام الشمسي الصغيرة

- الاكتشاف · مخطط المدار ·  العناصر المدارية · المعلمات المادية

- (28040) 1998 FF80 على موقع ويكي سكاي: DSS2, SDSS, GALEX, IRAS, Hydrogen α, X-Ray, Astrophoto, Sky Map, Articles and images